# Шугинуб
Шугинуб — упразднённое село в Чародинском районе Дагестана. На момент упразднения входило в состав Ценебского сельсовета. Исключено из учётных данных в 1947 г.

## География
Располагалось на правобережном склоне долины реки Каракойсу, в верховье безымянного ручья впадающего в реку, в 1,5 км к северо-востоку от села Ценеб.

## История
До вхождения Дагестана в состав Российской империи селение Шугинуб входило в состав вольного общества Мукратль. Затем в Ценебское сельское общество Тлейсерухского наибства Гунибского округа Дагестанской области. В 1895 году селение состояло из 26 хозяйств. По данным на 1926 год село состояло из 29 хозяйств. В административном отношении входил в состав Магарского сельсовета Чародинского района. С 1934 года в составе Ценебского сельсовета.
В 1944 году, после депортации чеченского населения с Северного Кавказа и ликвидации ЧИАССР, все население сел Шугинуб и Кульзеб было переселено в село Исай-Юрт вновь образованного Ритлябского района, которое в свою очередь было переименовано в Кульзеб.
Постановлениями ПВС ДАССР от 10 марта 1945 года и 8 января 1947 года село Шугинуб ликвидировано в связи с переселением.
В 1957 году, в связи с восстановлением ЧИАССР, шугинубцы вновь были переселены во вновь образованный переселенческий посёлок на территории Кизилюртовского района, который получил название село Кульзеб.

## Население
| Год       | 1895 | 1906 | 1926 | 1939 |
| --------- | ---- | ---- | ---- | ---- |
| Население | 123  | 134  | 120  | 121  |

По переписи 1926 года в селе проживало 120 человек (55 мужчин и 65 женщин), из которых: аварцы — 100 %. Кроме того 14 человек числились в отходниках.